# 寿宝寺 (京田辺市)
寿宝寺（じゅほうじ）は、京都府京田辺市にある高野山真言宗の寺院。山号は開運山。本尊は千手観音。

## 歴史
当寺の詳しい創建年代は不明であるが、寺伝では慶雲元年（704年）に創建されたと伝えられている。古くは「山本の大寺」と称される七堂伽藍の大きな寺であったとされるが、度重なる木津川の氾濫により、享保17年（1732年）に現在の小高い地に移転した。
明治時代になると廃仏毀釈のこともあって近隣の寺々を合併している。
1997年（平成9年）には本堂が改築されている。
当寺の東には今は公園になっているが、以前は鶴沢の池があった。かつては鶴の飛来があったともいわれ、近くの飯岡山とともに仲秋の名月の名所であった。

### 本尊
本尊である重要文化財の十一面千手千眼観音立像（千手観音）は平安時代後期の作である。像高180センチメートルで一木造り、京都府長岡京市の楊谷寺の観音像と同木といわれている。これに因んで当時の像も眼病平癒祈願に霊験があるとされている。また、当寺の千手観音像は実際に千本の手を持っていることで有名である。当寺の像の他に千本の手を持っている千手観音像としては大阪府藤井寺市の葛井寺、奈良県奈良市の唐招提寺にある像だけである。
この像は、そもそもはここから１キロほど南西にある式内社の佐牙神社にあった神宮寺で祀られていたものである。明治時代となり、神仏分離によって神宮寺が廃止となったので降三世明王像と金剛夜叉明王像とともに当寺に移されたものである。

## 境内
- 本堂 - 1997年（平成9年）改築。
- 庫裏
- 観音堂 - 当寺の本尊である木造千手観音立像が祀られている。
- 山門

## 文化財

### 重要文化財
- 木造千手観音立像 - 当寺の本尊。平安時代後期。

### 京田辺市指定有形文化財
- 木造降三世明王・金剛夜叉明王立像 2躯 - 平安時代後期。
- 木造聖徳太子立像 - 鎌倉時代。

## 所在地
- 京都府京田辺市三山木塔ノ島20

## アクセス
- 近鉄京都線 三山木駅より徒歩約8分。
- JR片町線（学研都市線） JR三山木駅より徒歩約11分。